# 도초초등학교 서리분교
도초초등학교 서리분교는 대한민국 전라남도 신안군 도초면 서우이길 31-2에 있었던 공립 초등학교이다.

## 연혁
- 1957년 7월 11일 우이도국민학교 서리분교 설립 인가
- 1957년 7월 20일 서리분교장 개교(우이도리 1395) 및 1학급 인가[1]
- 1967년 4월 1일 도서벽지학교 '갑'급 지정
- 1967년 10월 10일 박정희 대통령 하사 교사 신축
- 1968년 5월 1일 도서벽지학교 '갑'급 재지정
- 1975년 8월 1일 도서벽지학교 '갑'급 재지정
- 1979년 2월 1일 도서벽지학교 '특'급 조정
- 1982년 3월 1일 도서벽지학교 '갑'급 조정
- 1984년 3월 1일 2학급 인가
- 1986년 1월 1일 도서벽지학교 '가'급 조정
- 1989년 3월 1일 도초서국민학교 서리분교장 개편[2]
- 1996년 3월 1일 도초서초등학교 서리분교 개칭
- 2005년 3월 1일 도초초등학교 서리분교장 개편[3]
- 2010년 3월 1일 폐교 및 도초초등학교 통폐합